# 曼弗雷德·克利梅
曼弗雷德·克利梅（德語：Manfred Klieme，1936年2月3日—），德国男子自行车运动员。他曾代表德国联队参加1960年夏季奥林匹克运动会自行车比赛，获得男子团体追逐赛银牌。